# Vara de rivera
Die Vara de rivera war eine Längeneinheit in Mexiko. Das Maß wurde im Schiffsbau genutzt. Die Vara de rivera war um drei mexikanische Zoll größer als die allgemeinen Vara. 
- 1 Vara de rivera = 3 Pies de rivera = 0,907833 Meter
  - 1 Pie de rivera = 12 Pulgadas de rivera = 0,302611 Meter
  - 1 Pulgada de rivera = 0,025217 Meter

Die einfache mexikanische Vara wurde 1845 mit 838 Millimeter festgelegt.
- 1 Vara mexicana = 3 Tercias/Pies = 0,838 Meter
  - 1 Pie mexicana = 12 Pulgadas/Zoll = 0,279323 Meter
  - 1 Pulgada = 12 Lineas = 0,023278 Meter